# Love Island
「Love Island」（ラブアイランド）は、榊原ゆいの17作目のシングル。2008年12月24日にLOVE×TRAX☆Recordsからとらのあな限定でリリースされた。
表題曲は、アダルトアニメ『15美少女漂流記』オープニングテーマになっており、カップリングには同アニメエンディングテーマ「chance」が収録されている。

## 収録曲
1. Love Island
  - 作詞：神代あみ、作曲・編曲：椎名俊介
2. chance
  - 作詞：中山マミ、作曲・編曲：井ノ原智
3. Love Island（Instrumental）
4. chance （Instrumental）